# Ruisseau du Najar
Pour les articles homonymes, voir Najar.
Le ruisseau du Najar est une rivière du sud de la France, dans le département de l'Ariège, en région Occitanie et un sous-affluent de la Garonne par l'Ariège.

## Géographie
De 13,7 km de longueur, dominé par le pic de Lauzate (2414 m), le pic de Belh (2386 m) et le pic des Calmettes (2417 m) le ruisseau du Najar prend sa source dans les Pyrénées, génère plusieurs cascades et se jette dans l'Ariège en rive gauche sur la commune de Savignac-les-Ormeaux

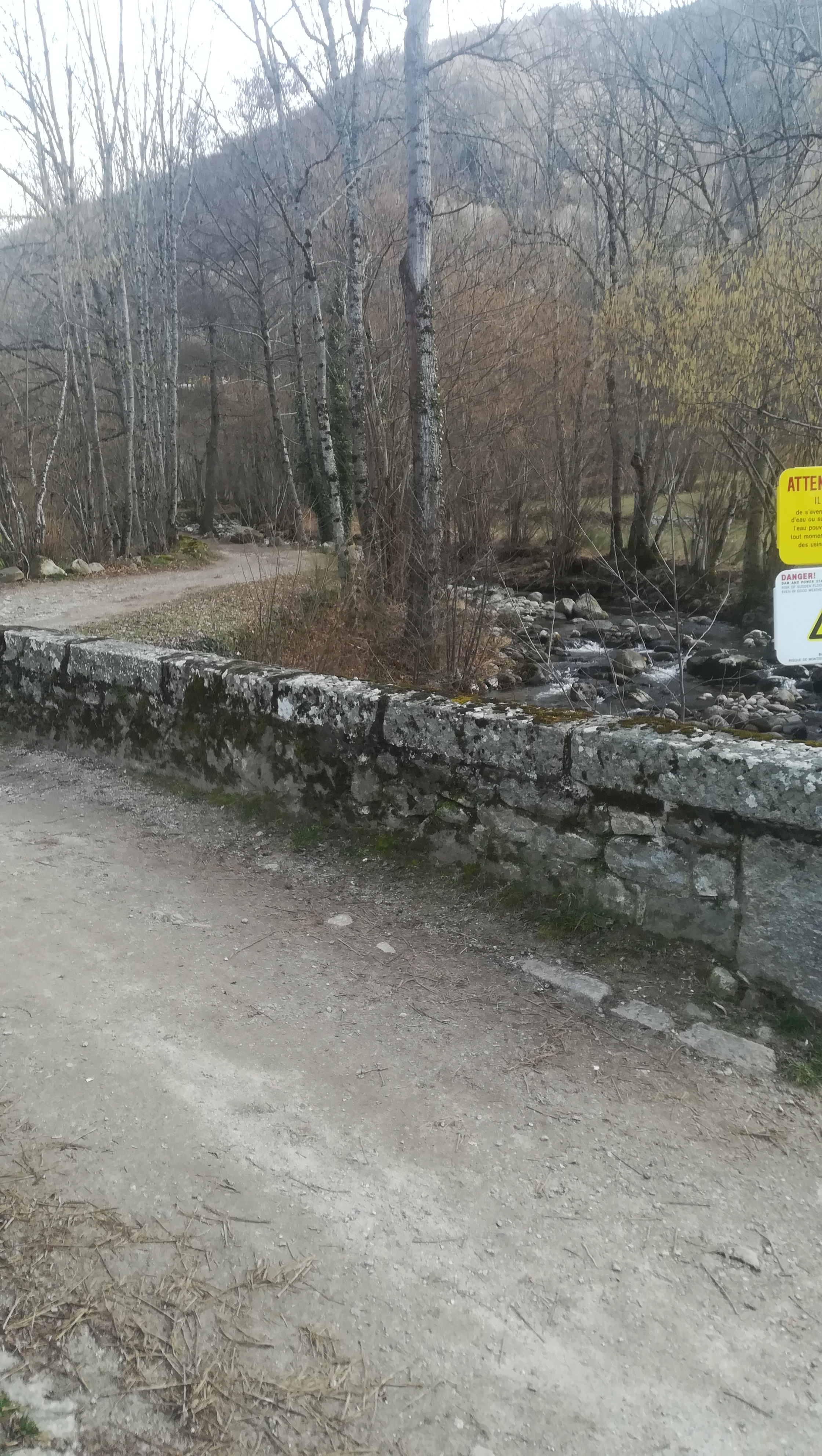
Pont sur le Najar à Savignac

### Départements et principales communes traversés
- Le ruisseau du Najar coule entièrement dans une seule commune de l'Ariège : Savignac-les-Ormeaux.

## Principaux affluents
- Ruisseau des Pradels : 1,6 km
- Ruisseau de la Crémade : 1,6 km
- Ruisseau de Roumadel : 1,5 km